# Max Christoph Beneke
Max Christoph Beneke (* 27. Mai 2003 in Greifswald) ist ein deutscher Handballspieler. Der Linkshänder spielt im rechten Rückraum für den ThSV Eisenach in der Bundesliga und ist deutscher Nationalspieler.

## Karriere

### Im Verein
Max Beneke wuchs in Loitz auf und startete dort beim HSV Peenetal Loitz im Alter von fünf Jahren seine Handballkarriere. Mit elf Jahren wurde er eher zufällig von einem Potsdamer Nachwuchstrainer in einem Trainingslager entdeckt und wechselte 2015 zum VfL Potsdam und in das Internat der Sportschule Potsdam. Dort wurden dann auch die Füchse Berlin auf ihn aufmerksam, zu deren B-Jugend (U17) er nach vier Jahren in Potsdam wechselte. Nach dem Abbruch der B-Jugend-Saison 2019/20 mit zeitweisen Einsätzen in der A-Jugend (U19) feierte Beneke in der Saison 2020/21 den Gewinn der Deutschen A-Jugend-Meisterschaft.
In der folgenden Saison 2021/22 besuchte Jaron Siewert ein U19-Spiel gegen den SC Magdeburg zu einem Zeitpunkt, als das Bundesligateam der Füchse große Verletzungssorgen hatte. Zwei Tage später debütierte Max Beneke am 16. November 2021 in dieser Mannschaft beim Auswärtsspiel gegen Orlen Wisla Plock in der EHF European League und warf sein erstes Tor bei den Profis. Der erste Einsatz in der Bundesliga erfolgte am 21. November gegen den TVB Stuttgart. Außerdem gewann Beneke in diesem Jahr mit einer Berliner Schule die Schulweltmeisterschaft in Belgrad.
Nach der Verpflichtung von Mathias Gidsel auf seiner Position im rechten Rückraum wechselte er zur Saison 2022/23 wieder zurück zum VfL Potsdam in die 2. Bundesliga, allerdings mit einem Zweitspielrecht für die Füchse Berlin. Zudem begann er parallel mit einem Studium Geschichte und Sport auf Lehramt. Nach der Verletzung von Fabian Wiede im September 2023 sollte Beneke vorrangig für die Füchse Berlin auflaufen. Mit 291 Saisontoren wurde er Torschützenkönig in der 2. Bundesliga. Seit Sommer 2024 steht er wieder bei den Füchsen Berlin unter Vertrag. In der Saison 2024/25 gewann er mit den Füchsen den ersten Meistertitel der Vereinsgeschichte. In der Saison 2025/26 läuft er auf Leihbasis für den Bundesligisten ThSV Eisenach auf.

### In der Nationalmannschaft
Im Juli 2019 kam Max Beneke zu seinen ersten Einsätzen in der U17-Nationalmannschaft bei zwei Testspielen gegen Frankreich im Rahmen des Deutsch-Französischen Jugendwerks. In den Saisons 2019/20 und 2020/21 gab es aufgrund der Corona-Pandemie nur sehr wenig Länderspiele. Beneke absolvierte weitere vier Einsätze und gewann mit der U18 im Jahr 2019 den traditionellen Merzig-Cup.
In der U20-Nationalmannschaft erfolgten drei weitere Einsätze bei der Airport-Trophy in der Schweiz. In der Saison 2022/23 nahm er bisher an allen sieben Länderspielen der U21 teil. Mit der Juniorennationalmannschaft wurde er bei der U-21-Weltmeisterschaft 2023 in Deutschland und Griechenland Weltmeister.
Er erhielt im April 2023 von Bundestrainer Alfreð Gíslason erstmals eine Einladung zur A-Nationalmannschaft und debütierte im EHF Euro Cup gegen Schweden in Kristianstad.